# Pinios (Thessalië)

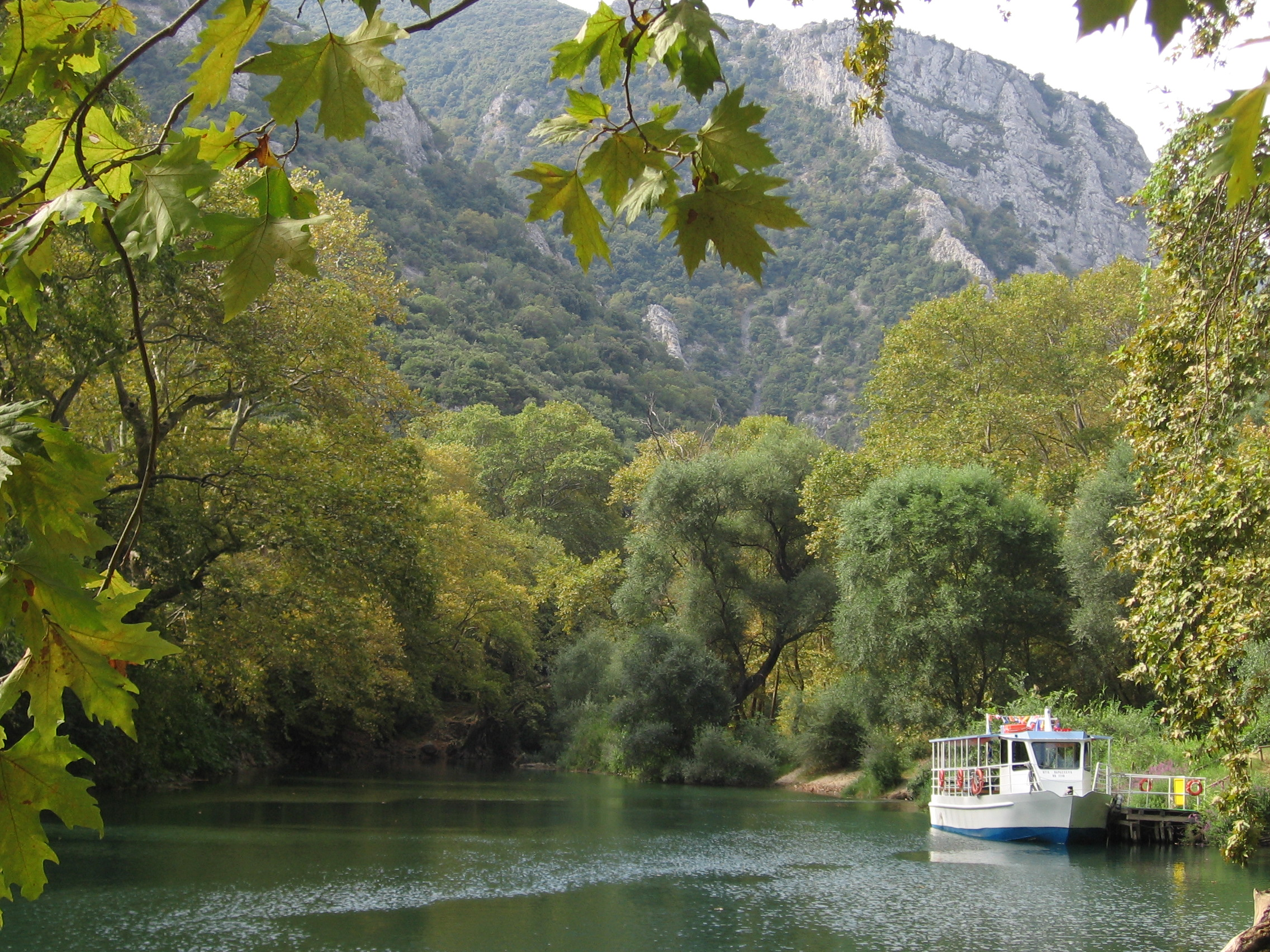
Het Tempedal.

De Pinios (Grieks: Πηνειός) is een belangrijke Griekse rivier in Thessalië.
Hij ontspringt in het centrale Pindosgebergte in de buurt van Metsovo. Belangrijke steden in zijn stroomgebied zijn Kalambaka, Trikala en Larissa. Tot Trikala stroomt hij hoofdzakelijk in zuidoostelijke richting, tussen Trikala en Larissa in oostelijke richting, maar voorbij Larissa buigt hij om naar het noorden, in de richting van de Olympus-berg. De laatste tientallen kilometers voor zijn monding in de Thermaïsche Golf boort hij zich door het Tempedal, waarna hij zich in een delta verspreidt.
De rivier dankt een deel van zijn bekendheid aan de held Herakles.
- Gemeinsame Normdatei: 7583776-6
- Virtual International Authority File: 67145424508686831320